# A226 (motorväg, Tyskland)
A226 en motorväg i norra Tyskland som ibland kallas Nordtangente Lübeck ("Lübecks norra tangent"). Det är en kort gren till A1 i Lübeck.

## Trafikplatser
|  | Nr | Skyltning               |
|  | 1  | Bad Schwartau E 22 E 47 |
|  | 2  | Lübeck-Dänischburg      |
|  | 3  | Lübeck-Siems            |